# Restes de s'Àguila - Camp d'en Palou
Les restes de s'Àguila - Camp d'en Palou és un jaciment arqueològic situat al lloc anomenat Camp d'en Palou, de la possessió de S'Àguila, al municipi de Llucmajor, Mallorca.
El jaciment pertany a un assentament islàmic de grans proporcions del qual només en queden diverses estructures en planta i línies de paret. Les estructures han fet petits turons aquí i allà, al cim dels quals apareixen les pedres "in situ" constituint alguna planta o simplement filades de parets unidireccionals. Per culpa de la vegetació i de l'estat de les estructures no és possible fer-se sinó una idea general, però el fort del jaciment s'ubica cap al centre, a la zona un poc més elevada. Es veuen alguns megàlits reaprofitats, que foren el motiu inicial de declaració de Bé d'Interès Cultural. S'hi trobà una pipa de terracota decorada islàmica.